# Wapen van Stichtse Vecht

Het wapen van de gemeente Stichtse Vecht

Het wapen van Stichtse Vecht is het gemeentelijke wapen van de Utrechtse gemeente Stichtse Vecht. Het wapen werd op 17 augustus 2012 door de Hoge Raad van Adel aan de gemeente toegekend.

## Geschiedenis
De gemeente Stichtse Vecht is op 1 januari 2011 ontstaan door samenvoeging van de gemeenten Breukelen, Loenen en Maarssen. Voor deze gemeente is een geheel nieuw wapen ontworpen. Het is een sprekend wapen met het wapen van het Sticht Utrecht (kruis) en de Vecht (balk). De schildhouders komen uit het wapen van Maarssen.

## Blazoen
De beschrijving luidt als volgt:
Gedeeld; I in keel een kruis van zilver; II in goud een golvende dwarsbalk van azuur. Het schild gedekt met een gouden kroon van drie bladeren en twee parels en gehouden door twee leeuwen van natuurlijke kleur.
N.B.:
- De heraldische kleuren zijn zilver (wit), keel (rood), goud (geel) en azuur (blauw).

## Verwante wapens
De volgende wapens zijn verwant aan het wapen van Stichtse Vecht:

Wapen van Maarssen
Wapen van Sticht Utrecht